# Municipio de Cotton (Minnesota)
El municipio de Cotton (en inglés: Cotton Township) es un municipio ubicado en el condado de St. Louis en el estado estadounidense de Minnesota. En el año 2010 tenía una población de 445 habitantes y una densidad poblacional de 2,39 personas por km².

## Geografía
El municipio de Cotton se encuentra ubicado en las coordenadas 47°8′10″N 92°26′15″O / 47.13611, -92.43750. Según la Oficina del Censo de los Estados Unidos, el municipio tiene una superficie total de 186.56 km², de la cual 179,06 km² corresponden a tierra firme y (4,02 %) 7,5 km² es agua.

## Demografía
Según el censo de 2010, había 445 personas residiendo en el municipio de Cotton. La densidad de población era de 2,39 hab./km². De los 445 habitantes, el municipio de Cotton estaba compuesto por el 96,85 % blancos, el 2,7 % eran amerindios y el 0,45 % eran de una mezcla de razas. Del total de la población el 0 % eran hispanos o latinos de cualquier raza.